# 澳大利亞 (電影)
《澳大利亞》（英語：Australia）是一部2008年的爱情歷史電影，由巴兹·雷曼执导、主演是妮歌·潔曼和休·杰克曼。故事背景发生在第二次世界大战的1939年至1942年之间，主人公经历了达尔文空袭等一系列在澳洲北部发生的事件。
电影原先决定于2008年11月13日在澳洲上映、2008年11月16日在美国上映，但是福克斯临时宣布把两地的上映日期推迟到2008年11月26日。
2023年11月，本片被剪輯成新的加長版，以迷你劇形式呈現，共有六集，名為《Faraway Downs》，將會在迪士尼平台上播出。

## 劇情
二次世界大戰期間，婚姻失敗的英國貴族名媛莎拉．艾許莉夫人（妮歌·潔曼飾），遠赴澳洲牧場尋找丈夫，卻受當地畜牧業大亨欺負，並被心懷不軌的牧場經理尼爾弗雷契與卡尼男爵密謀將她的房產佔為己有，被逼離開原地。艾許莉夫人只好僱用一名土生土長的牧牛工人（休·傑克曼飾），同時帶領著1,500頭壯牛尋找新牧場，展開一段穿州過省的刺激旅程。起初二人誓不兩立，後來共同經歷了多番波折，漸生情愫，最後發展成真愛。另一方面，日本軍隊成功攻佔南太平洋，正攻向澳洲，並會在艾許莉夫人的新牧場著陸。他倆面對突如其來的衝擊，聯手保衛家園之際，同時為這段愛情悍戰到底。

## 演員
| 演員            | 角色                             | 簡介                                                        |
| 妮歌·潔曼       | Lady Sarah Ashley                | 英格蘭貴族，剛繼承了一個在澳洲Faraway Downs的牧場。         |
| 曉治·積曼       | 放牧人                           | 該牧場的放牧人。                                            |
| 大衛·溫漢       | Neil Fletcher                    | 該牧場的工頭，正在密謀怎樣從Lady Sarah Ashley手中搶走牧場。 |
| 布萊恩·布朗     | Lesley 'King' Carney             | 澳大利亞北部的一名大地主及牧場王。                          |
| 傑克·湯普森     | Kipling Flynn                    | 會計師，酗酒並享受奢侈的生活。                              |
| 布蘭登·沃爾特斯 | Nullah                           | Lady Sarah Ashley在Faraway Downs遇到的原住民男孩。          |
| 大衛·高皮利     | King George                      | Nullah的外祖父，原住民部落的長老。                          |
| 大卫·古布吉拉   | Magarri                          | 放牧人的同事及朋友。                                        |
| 班·曼德森       | Emmett Dutton上尉                | 駐守達爾文的澳大利亞陸軍軍官，專管牛肉供應。                |
| 桑迪·戈爾       | Gloria Carney                    | King Carney的妻子，Catherine的母親。                        |
| 艾絲·戴維斯     | Catherine 'Cath' Carney Fletcher | Neil Fletcher的妻子，King Carney的女兒。                    |
| 貝瑞·奧托       | Administrator Allsop             | 英國國王在澳大利亞北領地的代表。                            |
| 厄休拉·约维奇   | Daisy                            | Nullah的母親。                                              |
| 元華            | Sing Song                        | Faraway Downs來自廣東的廚師。                               |
| 傑克·科曼       | Ivan                             | 達爾文一間酒館兼旅館的經理。                                |
| 托尼·貝瑞       | Sergeant Callahan                | 北領地警局頭子，嘗試將Nullah送到Mission Island。            |

## 製作
电影的拍摄场地包括了悉尼，达尔文等地。

## 反响

### 票房
这部电影在澳洲取得了票房史上第二高的成绩，仅次于（Crocodile Dundee）。

## 獎項
| 頒獎典禮           | 獎項         | 名字        | 結果 |
| ------------------ | ------------ | ----------- | ---- |
| 第81届奥斯卡金像奖 | 最佳服装设计 | 凯瑟琳·马丁 | 提名 |

## 外部連結
- 開眼電影網上《澳大利亞》的資料（繁體中文）
- 豆瓣电影上《澳洲乱世情》的資料 （简体中文）
- 时光网上《澳洲乱世情》的資料（简体中文）
- AllMovie上的资料（英文）
- 爛番茄上的資料（英文）
- Box Office Mojo上的資料（英文）
- TCM电影资料库上的资料（英文）
- Metacritic上的資料（英文）
- 互联网电影数据库（IMDb）上的资料（英文）